# Julie Cloutier
Julie Cloutier (Montréal, 24 aprile 1986) è una schermitrice canadese.

## Palmarès
In carriera ha conseguito i seguenti risultati:
- Giochi Panamericani:

Rio de Janeiro 2007: bronzo nella sciabola a squadre.